# Mick Fanning
Mick Fanning (Penrith, Australia, 13 de junio de 1981) es un surfista profesional, logró su primer campeonato del mundo del ASP World Tour en 2007.

## Carrera profesional
Mick Fanning desarrolló su surfing en la Gold Coast australiana, en rompientes como D'bah, Kirra o Burleigh, donde coincidió con su amigo, y también surfista del ASP World Tour, Joel Parkinson. Junto a Zeta fueron conocidos por los surfistas y prensa locales como los "Cooly Kids". Lejos del surf, Fanning no atravesaba por su mejor momento ya que perdió a su hermano mayor Sean, también surfista, en un accidente de tráfico.
Debutó en el surf profesional en 1998 en las WQS clasificatorias para el WCT absoluto. En 2001 consiguió el primer puesto y el pase al campeonato del mundo del surf profesional. En su primer año, 2002, terminó como novato del año gracias, sobre todo, a la victoria que consiguió en el siempre difícil Billabong Pro Jeffreys Bay de Sudáfrica.

### Campeón del mundo
El 6 de noviembre de 2007 Mick consiguió su primer campeonato del mundo en el ASP World Tour, tras vencer en el Hang Loose Santa Catarina Pro de Brasil al también australiano Kai Otton. Fanning consiguió el título matemáticamente antes de disputar las semifinales ya que su compatriota y segundo clasificado, Taj Burrow, fue eliminado por Tom Whitaker en cuartos de final.
En la semifinal del campeonato brasileño, Fanning se encuadró junto a otros tres australianos, copando así ambas semifinales y asegurando una final aussie. Sólo debía superar a Joel Parkinson, su amigo de la infancia, para llegar a la final. Fanning aseguró que "fue increíble estar en el agua con Joel. Cuando me di cuenta de que había ganado fui y le dije ¿qué hacemos Joel? Y él me dijo ¡No lo sé! Estaba muy contento de compartir mi primera manga como Campeón del Mundo con él. Fue asombroso". Fannig venció a Parko por 18,70 a 12,84 puntos.
En la final, Fanning venció cómodamente al rookie Otton por 14,83 a 10,50 puntos, y también ganó el título mundial de 2009.

### Atacado por un tiburón
El 19 de julio de 2015, Fanning fue atacado por un gran tiburón (o según algunas fuentes, dos) mientras participaba en una competición (J-Bay Open) en la Bahía de Jeffreys, en Sudáfrica. La noticia alcanzó resonancia mundial ya que la competición se retransmitía en directo y el ataque fue captado por las cámaras. Afortunadamente el surfista resultó ileso y la competición fue suspendida. Hasta este momento nunca un surfista había sido atacado por un tiburón durante el transcurso de una competición.

## Victorias
| Victorias ASP World Tour |                             |                           |                    |
| Año                      | Evento                      | Lugar                     | País               |
| 2016                     | J-Bay Open                  | Jeffreys Bay              | Sudáfrica          |
| 2015                     | Hurley Pro Trestles         | Trestles                  | Estados Unidos     |
| 2015                     | Rip Curl Pro Bells Beach    | Bells Beach               | Australia          |
| 2014                     | Moche Rip Curl Pro Portugal | Supertubos                | Portugal           |
| 2014                     | J-Bay Open                  | Jeffreys Bay              | Sudáfrica          |
| 2014                     | Rip Curl Pro Bells Beach    | Bells Beach               | Australia          |
| 2013                     | Quiksilver Pro France       | Hossegor                  | Francia            |
| 2012                     | Billabong Pro Teahupoo      | Teahupoo, Tahití          | Polinesia Francesa |
| 2012                     | Rip Curl Pro Bells Beach    | Bells Beach               | Australia          |
| 2010                     | Quiksilver Pro France       | Hossegor                  | Francia            |
| 2009                     | Hurley Pro Trestles         | Trestles                  | Estados Unidos     |
| 2009                     | RipCurl Pro Search          | Peniche                   | Portugal           |
| 2009                     | Quiksilver Pro France       | Hossegor                  | Francia            |
| 2007                     | Quiksilver Pro Gold Coast   | Gold Coast                | Australia          |
| 2007                     | Quiksilver Pro France       | Hossegor                  | Francia            |
| 2007                     | Hang Loose Pro              | Santa Catarina            | Brasil             |
| 2006                     | Billabong Pro Jeffreys Bay  | Jeffreys Bay              | Sudáfrica          |
| 2006                     | Nova Schin Festival         | Imbituba                  | Brasil             |
| 2005                     | Quiksilver Pro Gold Coast   | Gold Coast                | Australia          |
| 2005                     | Rip Curl Pro Search         | Saint Leu, Reunion Island | Francia            |
| 2002                     | Billabong Pro Jeffreys Bay  | Jeffreys Bay              | Sudáfrica          |
| 2001                     | Rip Curl Pro Bells Beach    | Bells Beach               | Australia          |

- Victorias fuera del ASP World Tour:
  - 3 ASP WQS